# Tertnes IL
Tertnes Idrettslag är en norsk alliansidrottsklubb från Bergen, grundad 25 januari 1953, som idag har 8 olika sektioner.

## Dagens sektioner
1Tertnes Fotboll Herrar 2.Tertnes Fotboll Damer 3.Tertnes Turn(gymnastik) 5.Tertnes Handboll (gräsrotshandboll). 6. Tertnes Handboll Elite,7. Tertnes Alpin(skidor) 8. Tertnes Basket och dessutom Tertnes Idrottsskola.
De 8 grupperna presenterar sig själva och sina aktiviteter i en broschyr, som  delas ut på alla skolor i vårt närområde som inspiration till barn och föräldrar. Alla  grupperna är självständiga och ansvariga för drift av aktiviteter och ekonomi, och alla grupper har därför egen styrelse och eget organisationsnummer. Sektionernas aktiviteter finansieras dels genom bidrag från Bergens kommun, och dels genom medlemsavgifter, sponsorintäkter, gåvor från olika organisationer, samt ideellt arbete.

### Idrottsskolan
Tertnes Idrettsskola erbjuder varierande aktiviteter för barn och ungdom från 1:a till 10;e klass. Exempel på aktiviteter i åldersgruppen 1. – 4 klass är bollsport, bad, kanotpaddling, orientering, skidor, lättgymnastik, fäktning, dans, klättring och hinderlöpning. För de äldre barnen har vi aktiviteter som skytte, segling, olika övernattingsutfärder , fjällturer, golf, curling, bowling, klättring osv. Aktiviteterna varier från år till år.

### Ursprungliga sektioner
Klubben hade sektioner inom friidrott, fotboll, gymnastik, handboll och bergsklättring, varav handbollen är mest känd. Idag finns inte friidrotten kvar och inte bergsklättring heller.

## Handboll
Då klubben blev etablerad blev handboll en av sporterna. Satsningen på handboll blev nedlagd på grund av brist på träningsmöjlighet, och blev upptagen igen på1970-talet. Då blev Åstveithallen byggd och den lade grunden för en ökad satsning på handboll, som slutade med uppflyttning till elitserien för damlaget 1992. Elithandbollssektionen kallar sig nu Terntes Håndball Elite och det finns också en gräsrotssektion. Damhandbollen blev efter 1992 klubbens flaggskepp. Laget har spelat i ligan sedan 1992 och vunnit silver fyra gånger 1998-1999, 2003-2004, 2005-2006 and 2008-2009 och spelat i cupfinalen 3 gånger, alla gånger har de förlorat finalen 2002, 2013 och 2016. Handbollslaget spelar i Haukelandshallen i Årstad i Norge, som har plats  5.000 åskådare.Klubben har också haft framgångar i EHF:s cuper.

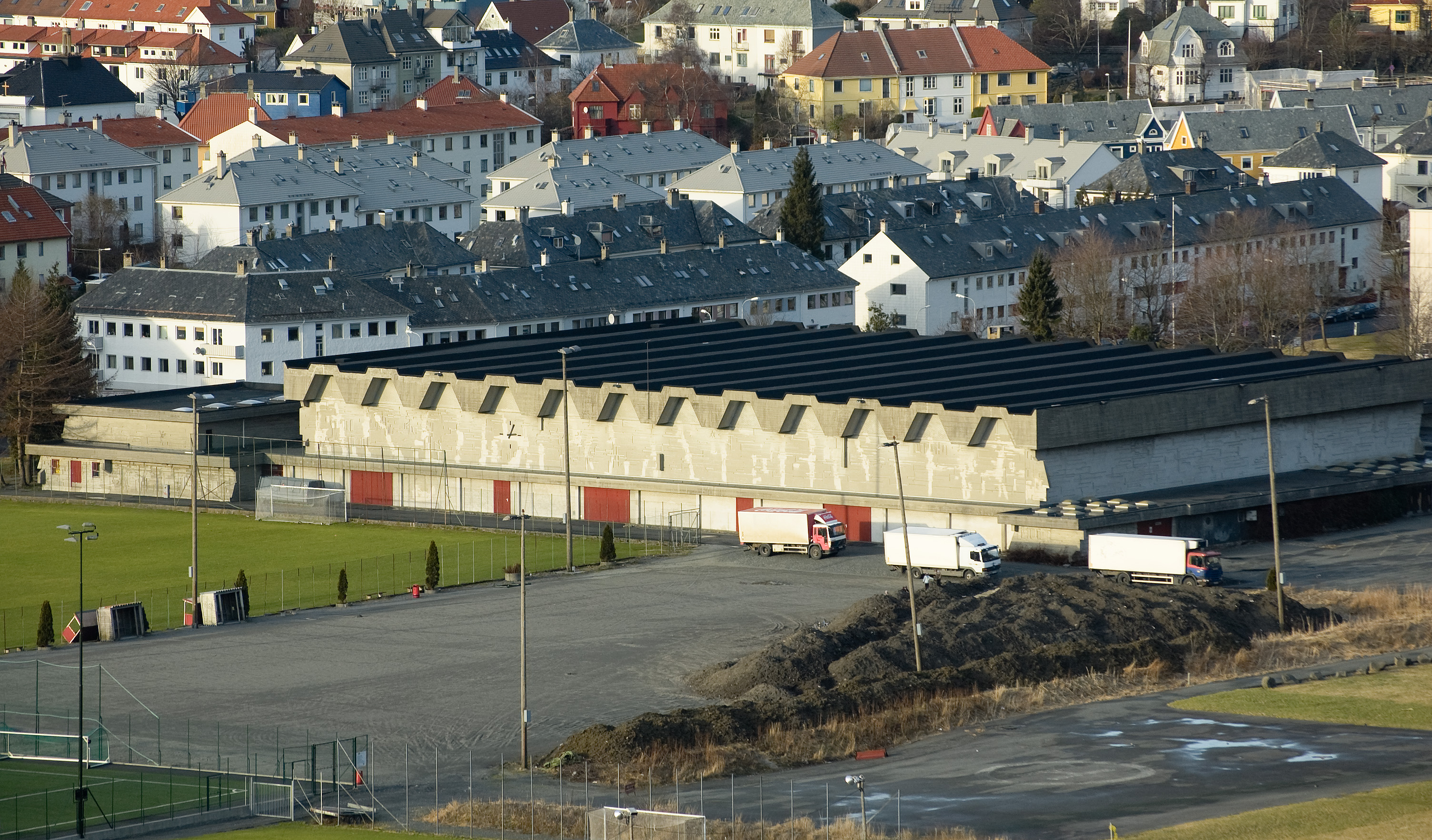
Haukelandshallen

Kända spelare inkluderar Cecilie Leganger, Kjersti Grini, Mette Davidsen, Mia Hundvin, Janne Kolling, Stine Skogrand, Marianne Rokne Isabel Blanco, Terese Pedersen, Linn Gossé Renate Urne, och Sakura Hauge.

## Fotboll
Fotbollslaget för män spelar i division 4 den femte nivån i norsk fotboll. Man spelade i division tre 2008-2016.